# 전만
전만(典滿, ? ~ ?)은 후한 말기 ~ 조위의 관료로, 진류군 기오현(己吾縣) 사람이다. 무맹교위(武猛校尉) 전위의 아들이다.

## 행적
《삼국지연의》의 내용과 유사하다.
197년 전위가 장수(張繡)의 습격을 받자 조조(曹操)를 지키다 전사하였다. 이에 조조는 전만을 중랑장으로 임명하였고, 전만은 조조의 측근이 되었다.